# Progressione del record mondiale dell'ora femminile

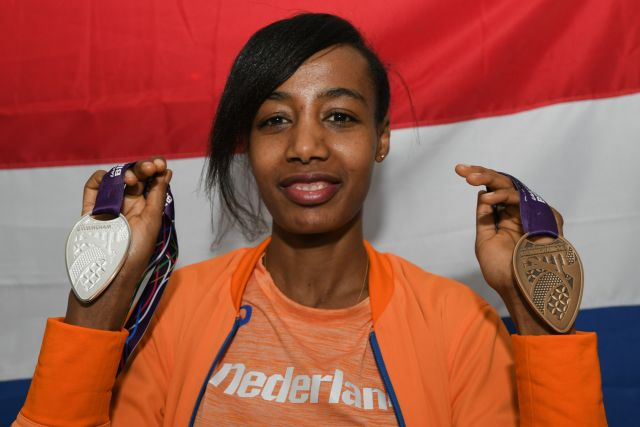
Sifan Hassan, detentrice del record mondiale della specialità

La voce seguente illustra la progressione del record mondiale dell'ora femminile di atletica leggera.
Il record dell'ora è un evento nel quale un atleta tenta di coprire la maggior distanza possibile nell'arco di un'ora. L'evento ha una storia lunga, con le prime corse che si registrano sin dal tardo XVII secolo. Sebbene le corse di un'ora siano ufficialmente riconosciute dalla World Athletics come evento su pista, si svolgono raramente competizioni, con l'eccezione di occasionali tentativi di record mondiali.
Il primo record mondiale femminile venne riconosciuto dalla federazione internazionale di atletica leggera nel 1981. Ad oggi, la World Athletics ha ratificato ufficialmente 4 record mondiali di specialità.

## Progressione
| Distanza | Atleta           | Nazione     | Luogo                    | Data             | Note |
| -------- | ---------------- | ----------- | ------------------------ | ---------------- | ---- |
| 18084 m  | Silvana Cruciata | Italia      | Roma, Italia             | 4 maggio 1981    |      |
| 18340 m  | Tegla Loroupe    | Kenya       | Borgholzhausen, Germania | 7 agosto 1998    |      |
| 18517 m  | Dire Tune        | Etiopia     | Ostrava, Repubblica Ceca | 12 giugno 2008   |      |
| 18930 m  | Sifan Hassan     | Paesi Bassi | Bruxelles, Belgio        | 4 settembre 2020 |      |